# جلبان
الجُلُبّانُ أو الجُلْبَان (الاسم العلمي: Lathyrus) جنس نباتي ينتمي للفصيلة البقولية. يحتوي هذا الجنس على 160 نوعاً من أهمها الجُلُبّانُ المزروع. وهو يتكاثر تكاثرا زهريا

## من أنواعهالواطنةفيالوطن العربي
1. الجُلُبّان الأسود (باللاتينية: Lathyrus niger) في بلاد الشام والمغرب العربي وكل مناطق أوروبا
2. الجلبان الأصفر (باللاتينية: Lathyrus ochrus) في بلاد الشام والمغرب العربي وحوض المتوسط والقوقاز
3. الجلبان جفني الثمار (باللاتينية: Lathyrus blepharicarpus) في بلاد الشام وقبرص وتركيا
4. الجلبان الحُمُصي (باللاتينية: Lathyrus cicera) في بلاد الشام والمغرب العربي وحوض المتوسط والقوقاز
5. الجلبان الحولي (باللاتينية: Lathyrus annuus) في بلاد الشام ومصر والمغرب العربي وحوض المتوسط والقوقاز
6. الجلبان رخو الأزهار (باللاتينية: Lathyrus laxiflorus) في بلاد الشام وتركيا والقوقاز والبلقان وإيطاليا معظم وحوض البحر الأسود
7. الجلبان ضعيف الأوراق (باللاتينية: Lathyrus setifolius) في بلاد الشام ومصر والمغرب العربي وحوض المتوسط والقوقاز وحوض البحر الأسود
8. الجلبان الطنجي (باللاتينية: Lathyrus tingitanus) في المغرب العربي وأيبيريا
9. جلبان عفقة (باللاتينية: Lathyrus aphaca) في بلاد الشام ومصر والمغرب العربي والقوقاز ومعظم مناطق أوروبا
10. الجلبان الكاسيوسي (باللاتينية: Lathyrus cassius) في بلاد الشام وتركيا
11. الجلبان الكرمي (باللاتينية: Lathyrus venealis) في بلاد الشام وتركيا وأرمينيا
12. الجلبان الكروي (باللاتينية: Lathyrus sphaericus) في بلاد الشام ومصر والمغرب العربي وحوض المتوسط والقوقاز
13. الجلبان الكريه (باللاتينية: Lathyrus gorgoni) في بلاد الشام وسيناء وتركيا وبعض جزر المتوسط
14. الجلبان الكليميني (باللاتينية: Lathyrus clymenum) أو الجلبان المفصلي في المغرب العربي وبلاد الشام وشمال حوض المتوسط
15. الجلبان المرجي (باللاتينية: Lathyrus pratensis) في بلاد الشام والمغرب العربي والقوقاز وكل مناطق أوروبا
16. الجلبان المزروع (باللاتينية: Lathyrus sativus) في بلاد الشام
17. الجلبان المشعر (باللاتينية: Lathyrus hirsutus) في بلاد الشام ومصر والمغرب العربي والقوقاز ومعظم مناطق أوروبا
18. الجلبان النيسولي (باللاتينية: Lathyrus nissolia) في بلاد الشام والمغرب العربي والقوقاز ومعظم مناطق أوروبا

## من أنواعه الأخرى
- جلبان كبير الزهر
- جلبان عريض الأوراق